# Braidwood Clean Energy Center

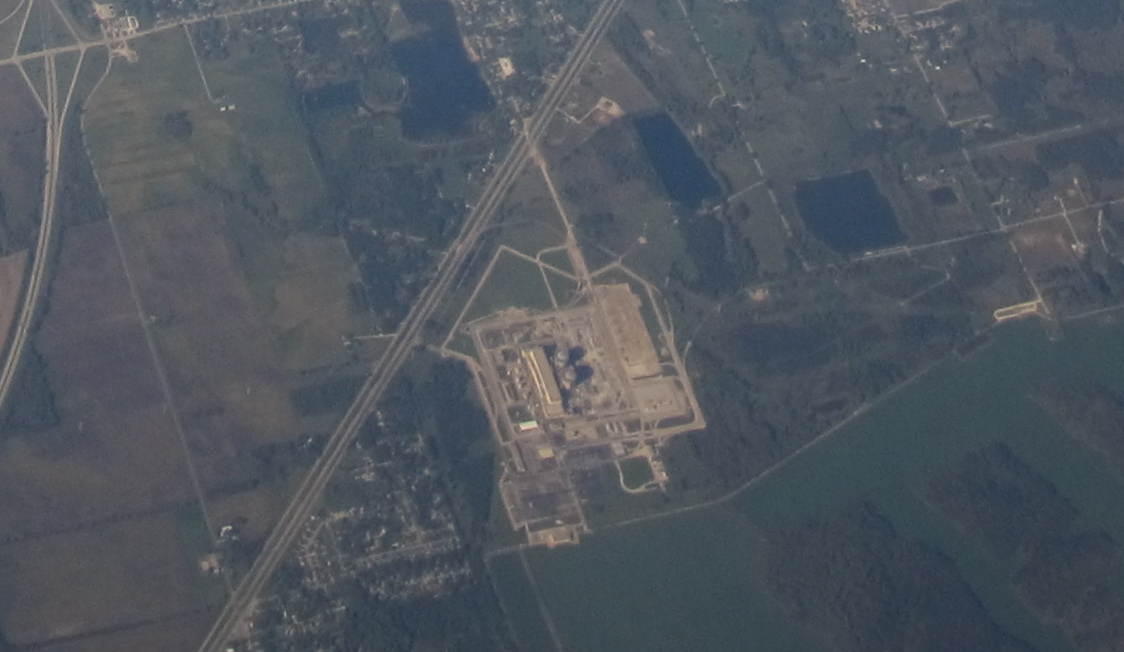
Braidwood Clean Energy Center, 2016.

Braidwood Clean Energy Center är ett kärnkraftverk med två kärnreaktorer som kan producera maximalt 2 386 megawatt (MW) elektricitet, vilket motsvarar elektricitet för omkring 1,8 miljoner bostäder. Kärnkraftsanläggningen ligger på ett 1 803 hektar (4 457 acre) stort område i Braceville, Illinois i USA. Braidwood ägs till 100% av Constellation Energy.
Kärnkraftverkets första reaktor kom i drift den 29 juli medan den andra gjorde det den 17 oktober 1988.